# 斯通豪斯灣
67°21′S 68°5′W / 67.350°S 68.083°W

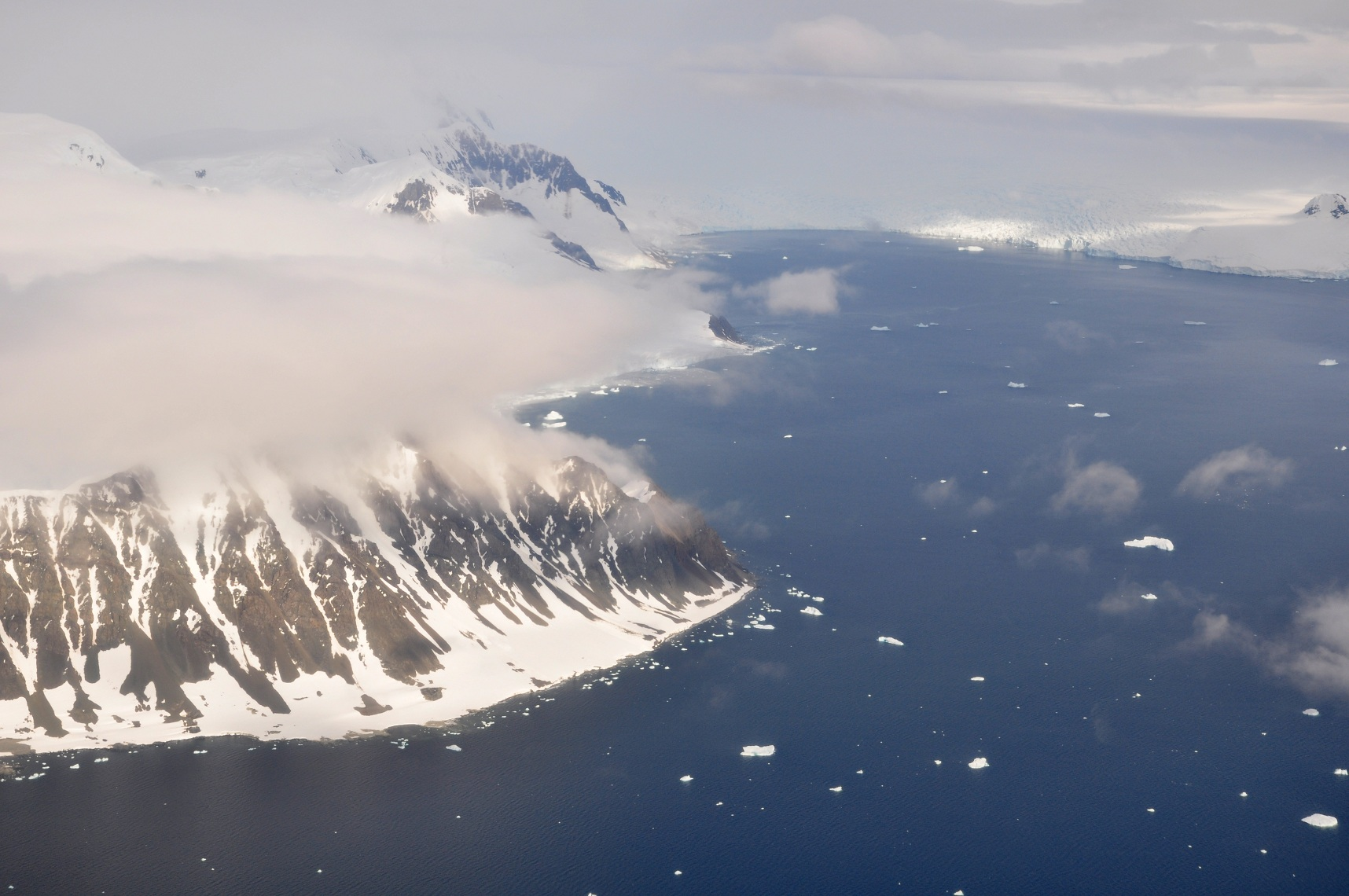

斯通豪斯灣是南極洲的海灣，位於葛拉漢地，寬9公里，該海灣以氣象學家命名，該海灣在1909年1月由法國探險隊發現，現時由南極條約體系管理。